# Vita Sackville-West
Pour les articles homonymes, voir Sackville-West, Sackville et West.
Victoria Mary Sackville-West, Lady Nicolson, plus connue sous le nom de Vita Sackville-West, née le 9 mars 1892 et morte le 2 juin 1962, est une poétesse, romancière, essayiste, biographe, traductrice et jardinière britannique.
Son long poème narratif, The Land, reçoit le prix Hawthornden en 1927. Elle l'obtient une seconde fois, devenant la première écrivaine dans ce cas, en 1933 avec ses Collected Poems.
Elle est aussi connue pour avoir participé à la création de ses jardins au château de Sissinghurst, dans le Kent, pour sa vie aristocratique exubérante, son mariage solide avec Harold Nicolson, et ses amours passionnées avec des femmes comme Violet Trefusis et la romancière Virginia Woolf.

## Biographie

### Origines familiales
« Vita n'est pas faite pour la diplomatie, ni pour s'occuper d'un tas de bedints (petits bourgeois). Elle devrait être une grande dame, très riche, et pouvoir vivre à son gré, sans connaître aucune lutte, aucun problème. Hier, elle m'a dit qu'elle aimerait vivre seule dans une tour avec des livres ! »

— Lettre de lady Sackville-West, 1912 (citée par Nigel Nicolson, p. 122)
Victoria-Mary Sackville-West naît à Knole House dans le Kent. Elle est la fille unique de Lionel Sackville-West (3e baron Sackville), et de son épouse - et cousine germaine - Victoria (Lady Sackville), qui fut intime d'hommes illustres et généralement très riches comme William Waldorf Astor ou sir John Murray Scott, secrétaire de la veuve du collectionneur Richard Wallace, qui lui lègue en 1912 une notable partie du patrimoine Hertford-Wallace.
En Angleterre, la substitution héréditaire (la primogéniture) resta à perpétuité seulement aux descendants masculins. Étant une femme, la loi anglaise l'empêche d'hériter à la mort de son père en 1928 de l'immense château élisabéthain et des domaines de Knole House, ce qui affecte le reste de sa vie. En 1910, il y a un procès intenté par son oncle maternel à son père Lionel pour revendiquer Knole House et le titre de Lord. Cette affaire judiciaire médiatisée démontre la légitimité de son père, mais la situation est éprouvante pour la famille. En 1922, elle publie Knole and the Sackvilles, une étude sur l'histoire de sa famille dans ce domaine ancestral. Des années plus tard, après sa rencontre avec Virginia Woolf, Woolf reformule cette histoire d’hérédité pour le personnage titulaire de son roman Orlando (1928). Par exemple : d'après la rumeur, Knole House comprend 365 pièces, 52 escaliers et 7 cours. Woolf donne le même nombre de pièces au domaine ancestral d'Orlando.

### Mariage

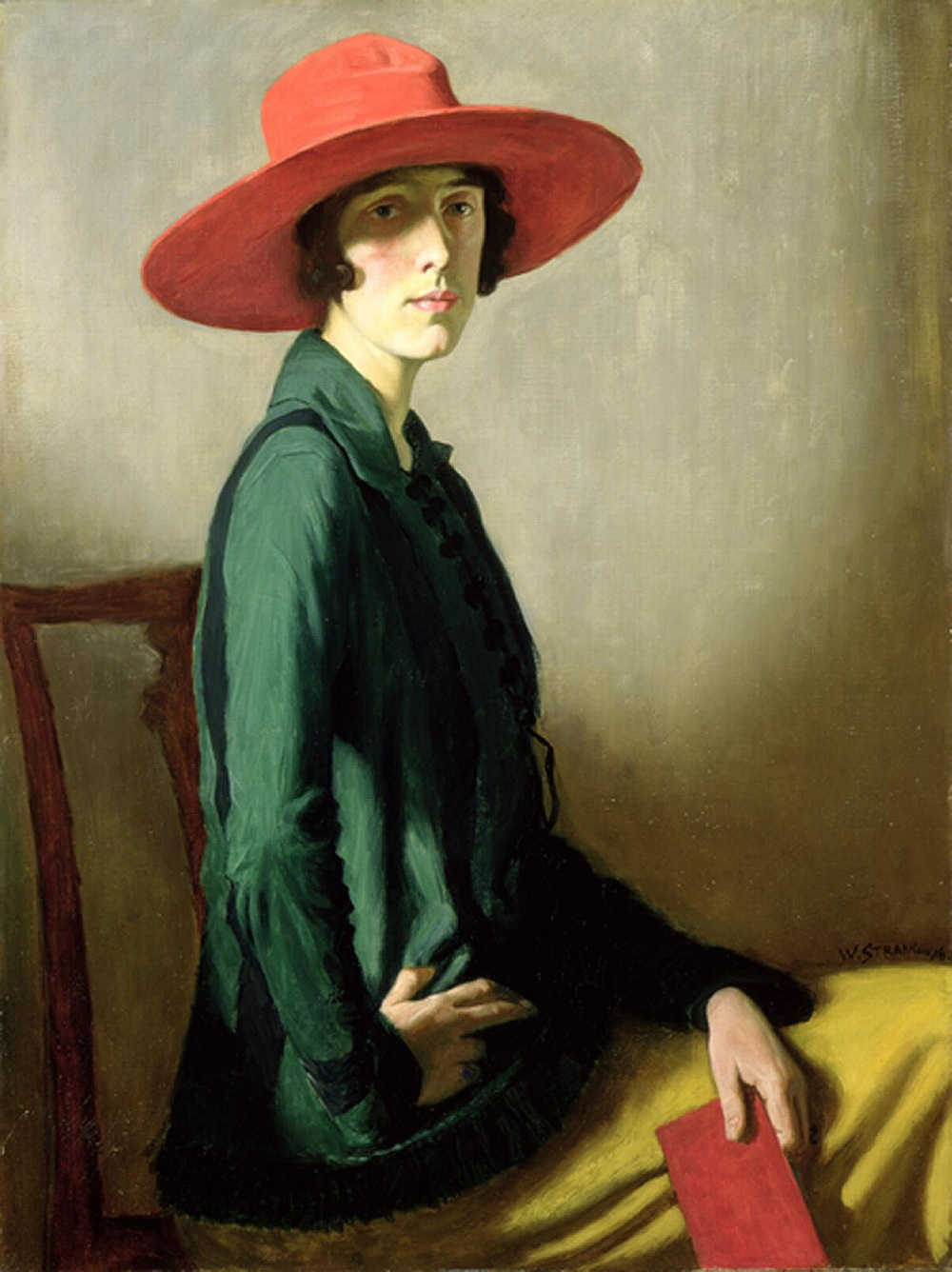
Vita Sackville-West en 1918, par William Strang.

En 1913, Vita Sackville-West épouse Harold Nicolson, diplomate de 1909 à 1929, puis journaliste, membre du Parlement, auteur de biographies et de romans. Winston Churchill le nomme sous-secrétaire d'État à l'Information pendant une partie de la Seconde Guerre mondiale. Harold Nicolson tient pendant trente ans, de 1936 à sa mort en 1968, un journal qui est édité en 1966 sous le titre Diaries and Letters, traduit en français sous le titre de Journal des années tragiques (1936-1942).
Harold Nicolson est de manière déterminante un compagnon bisexuel dans ce qu'on appellerait à présent un mariage ouvert. Les époux ont chacun de leur côté des liaisons homosexuelles, ce qui n'empêche pas une relation étroite entre eux, comme en témoigne une correspondance presque quotidienne (publiée après leur mort par leur fils Nigel), et un entretien qu'ils donnent à la BBC après la Seconde Guerre mondiale.
Le couple a deux enfants, Benedict Nicolson (1914-1978), historien de l'art, et Nigel Nicolson (1917-2004), politicien et écrivain.
Sa mère, rendue riche par l'héritage Scott, lui fait à son mariage une rente annuelle de 250 000 livres ; après avoir acquis la maison sise au 182, Ebury Street à Londres, puis le « cottage délabré » de Long Barn, à seulement trois kilomètres de Knole, qu'elle restaure et agrandit sur les conseils de Edwin Lutyens, dernier compagnon de lady Sackville (+ 1936). Dans les années 1930, la famille achète le château de Sissinghurst dans la campagne du Kent, région appelée « le jardin de l'Angleterre » auquel leur nom reste attaché.

### Relation avec Violet Trefusis
La liaison qui marque le plus durablement Vita Sackville-West est celle qu'elle entretient avec la romancière Violet Trefusis, fille d'Alice Keppel, maîtresse officielle du roi Édouard VII.
Vita a douze ans lorsqu'elle rencontre Violet, qui n'en compte que dix. Elles fréquentent la même école pendant plusieurs années. Toutes deux mariées, elles partent plusieurs fois en voyage, la plupart du temps en France, où Vita Sackville-West se déguise en jeune homme quand elles sortent. Leur liaison se termine mal : Violet Trefusis poursuit Vita Sackville-West de ses assiduités, jusqu'à ce que les liaisons de cette dernière avec d'autres femmes prennent le dessus. Violet Trefusis, cependant, refusera toujours cette rupture.
Le roman Challenge témoigne de cette histoire : Vita Sackville-West et Violet Trefusis commencent à écrire le livre ensemble ; le personnage masculin, Julian, étant le surnom de Vita quand elle se faisait passer pour un homme. Sa mère, Lady Sackville, trouve l'autoportrait assez évident pour demander que le roman ne paraisse pas en Angleterre ; le fils de Vita, Nigel Nicolson (1973, p. 194), cependant, en fait l'éloge : 

« Elle s'est battue pour le droit d'aimer, hommes et femmes, rejetant les conventions selon lesquelles le mariage exige un amour exclusif, et que les femmes ne devraient aimer que les hommes, et les hommes uniquement les femmes. Pour cela, elle était prête à tout abandonner… Comment pourrait-elle regretter que ce savoir puisse atteindre les oreilles d'une nouvelle génération qui plus est infiniment plus compréhensive que la sienne ? »

### Histoire d'amour avec Virginia Woolf

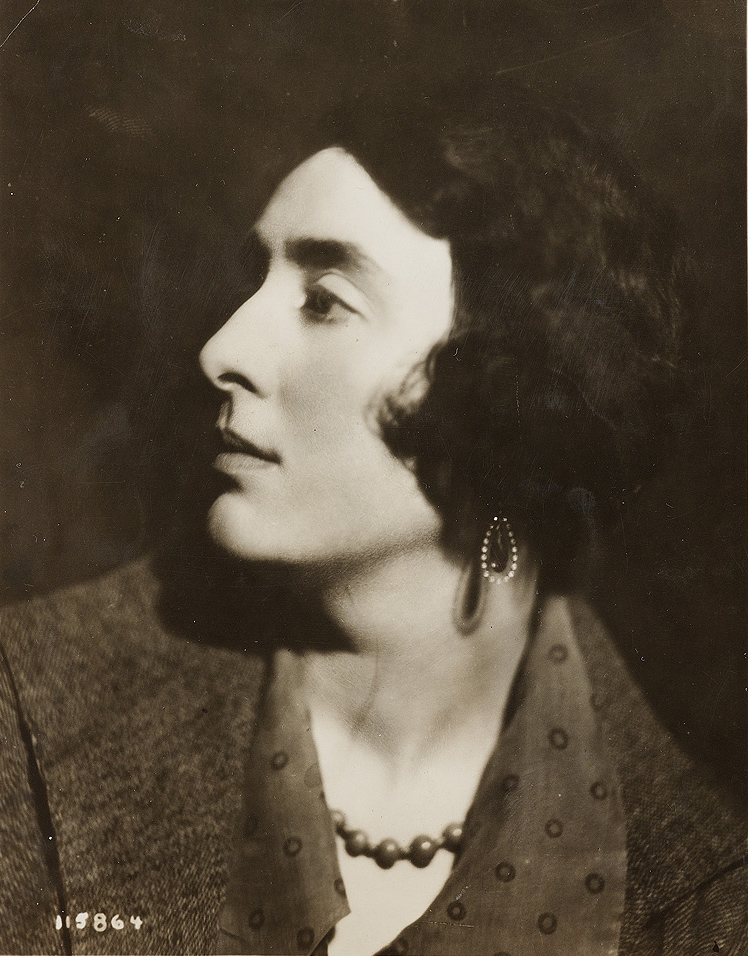
Vita Sackville-West en 1926.

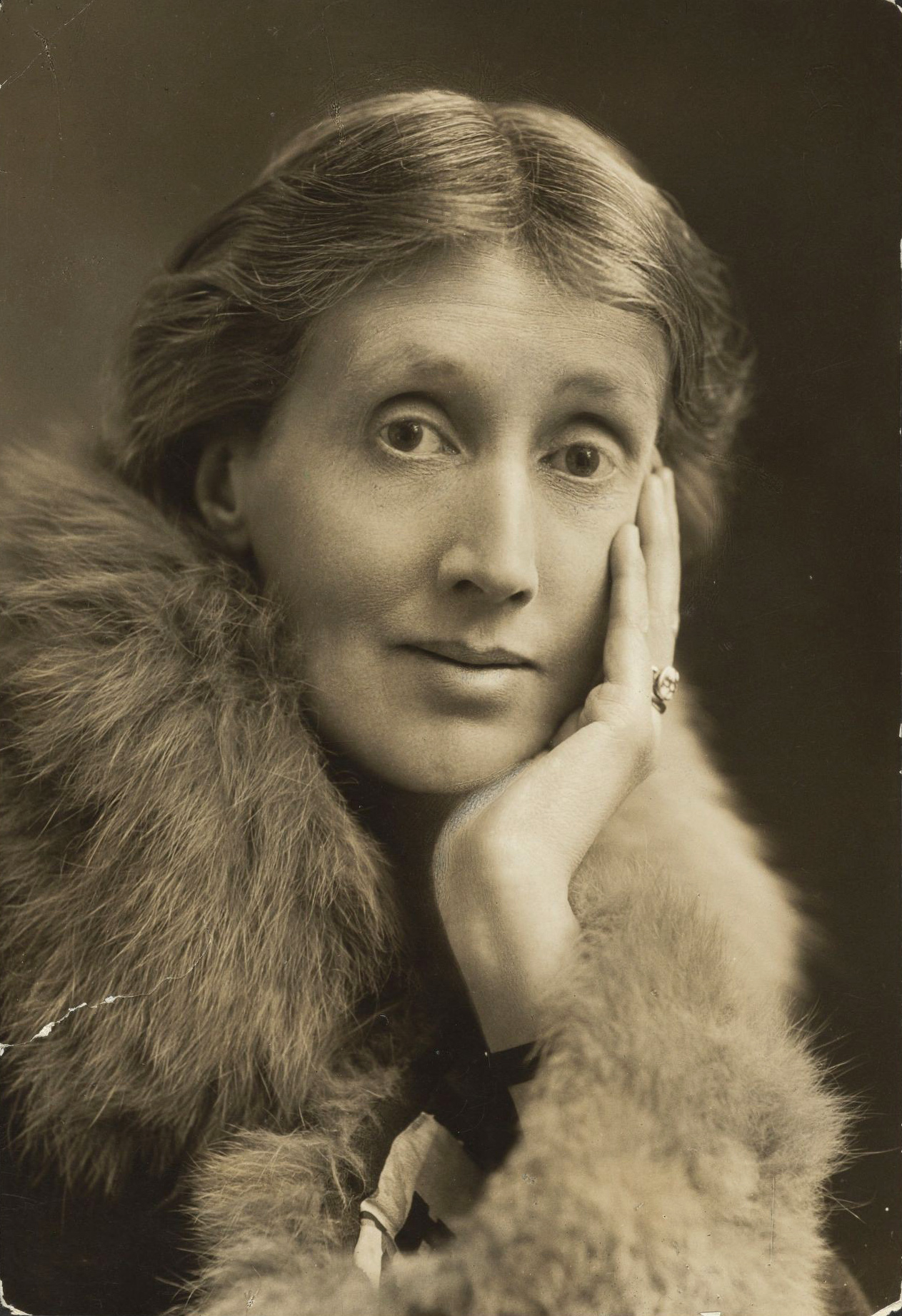
Virginia Woolf en 1927.

L'aventure pour laquelle on se souvient le plus de Vita Sackville-West est celle qu'elle entretient pendant quelques années avec la romancière Virginia Woolf à la fin des années 1920. Les deux femmes se rencontrent en 1922 à Londres et leur relation amoureuse commence en 1925. Woolf lui écrit presque 450 lettres, plus que tout autre correspondant. Virginia Woolf, sous l'inspiration de cette liaison saphique, écrira Orlando, l'un de ses romans les plus célèbres, qui est décrit par Nigel Nicolson, le fils de Vita, comme « la plus longue et la plus charmante lettre d'amour de la littérature », 
De manière inhabituelle, l'époque de la conception d'Orlando est bien documentée : Virginia Woolf écrit dans son journal le 5 octobre 1927 : « C'est instantanément qu'une nouvelle stimulation anime mon esprit : une biographie commençant en 1500 et se poursuivant de nos jours, appelée Orlando : Vita ; avec pour seul changement le passage d'un sexe à l'autre » (extrait publié de manière posthume par son mari Leonard Woolf).

### Autres amours
En 1931, Vita Sackville-West s'engage dans une liaison avec la journaliste Evelyn Irons qui lui avait demandé un entretien après le succès de Au temps du roi Édouard (The Edwardians). Elle fréquente aussi Mary Garman et d'autres femmes.

## Œuvre littéraire
Au temps du roi Édouard (The Edwardians, 1930) et Toute passion abolie (All Passion Spent, 1931) sont sans doute ses romans les plus connus de nos jours. Dans le second, Lady Slane, une femme âgée — quatre-vingt-huit ans —, recouvre un sens de la liberté et de la fantaisie longtemps refoulé après une vie vouée aux conventions. Ce roman a été fidèlement adapté par la BBC en 1986 avec Dame Wendy Hiller. Son roman de science-fiction, intitulé Grand Canyon (1942), est un conte édifiant (ainsi qu'elle l'appelle) sur l'invasion des États-Unis par les nazis. La chute inattendue fait de cette œuvre plus qu'un simple roman d'invasion.
En tant que poète, Vita Sackville-West est deux fois lauréate du Prix Hawthornden (en 1927 et en 1933), cas unique dans l'histoire de ce prix littéraire. En 1946, elle est faite Companion of Honour pour ses services rendus à la littérature. L'année suivante, elle tient une chronique hebdomadaire dans The Observer, intitulée In Your Garden. En 1948, elle devient membre fondateur du comité des jardins du National Trust.

## Postérité

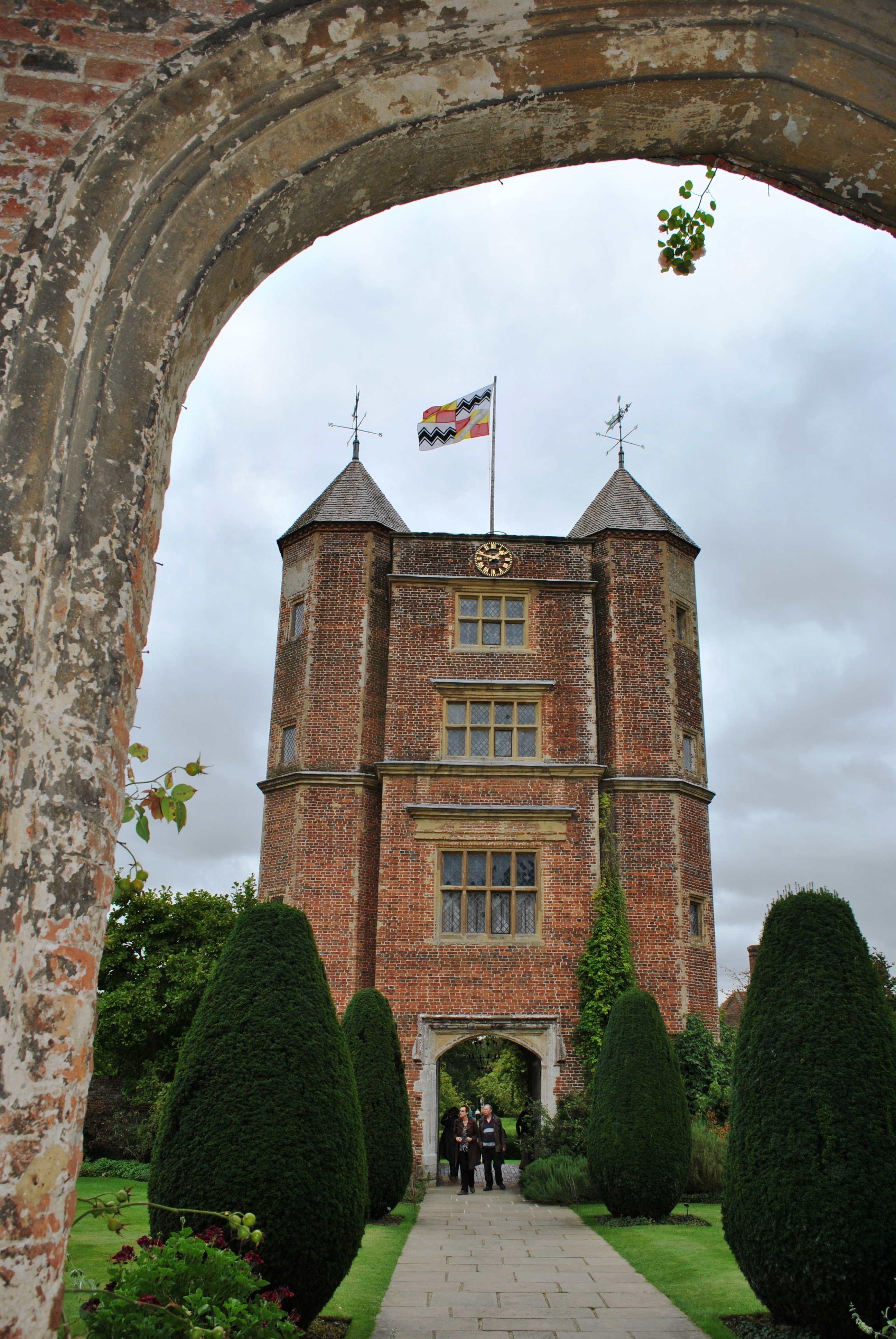
Le château de Sissinghurst, dans le Kent.

Le château de Sissinghurst est de nos jours géré par le National Trust. Ses jardins sont les plus visités d'Angleterre.[réf. nécessaire]
Une plaque commémorative lui rend hommage, ainsi qu'à Harold Nicolson, sur la maison d'Ebury Street à Londres (London SW1).

## Œuvre

### Romans
- Heritage (1919)
- The Dragon in Shallow Waters (1921)
- The Heir (1922) Publié dans une édition partielle en français sous le titre L'Héritier : une histoire d'amour, Paris, Salvy, 1998 ; réédition dans une édition intégrale sous le titre Infidélités, Paris, Autrement/Littératures, 2012 ; réédition, Paris, Le Livre de poche coll. « Biblio romans » no 33289, 2014 ; réédition dans une traduction de Jean Pavans sous le titre L'Héritier. Une histoire d'amour, Autrement, 2019  (ISBN 978-2746751323)
- Challenge (1923) Publié en français sous le titre Ceux des îles, Paris, Salvy, 1994 ; réédition en français sous le titre Le Défi, Paris, Autrement, 2020
- Grey Wethers (1923)
- Passenger to Teheran (1926)
- The Edwardians (1930) Publié en français sous le titre Au temps du roi Édouard, Paris, Bernard Grasset, 1933 ; réédition, Paris, Bernard Grasset, coll. « Les Cahiers rouges », no 141, 1991 ; réédition, Paris, Le Livre de poche coll. « Biblio romans » no 32617, 2012
- All Passion Spent (1931) Publié en français sous le titre Toute passion abolie, Paris, Salvy, 1991 ; réédition, Paris, Autrement/Littératures, 2005 ; réédition, Paris, Le Livre de poche coll. « Biblio romans » no 31231, 2008
- The Death of Noble Godavary and Gottfried Künstler (1932) Publié en français sous le titre Paola, Paris, Autrement/Littératures, 2009 ; réédition, Paris, Le Livre de poche coll. « Biblio romans » no 32162, 2011
- Thirty Clocks Strike the Hour (1932)
- Family History (1932) Publié en français sous le titre Histoire de famille, Paris, Salvy, 1995 ; réédition sous le titre Haute Société, Paris, Autrement/Littératures, 2008 ; réédition, Paris, Le Livre de poche coll. « Biblio romans » no 31770, 2010
- The Dark Island (1934) Publié en français sous le titre Dark Island, Paris, Autrement/Littératures, 2010 ; réédition, Paris, Le Livre de poche coll. « Biblio romans » no 32903, 2013
- Grand Canyon (1942)Publié en français sous le titre Grand Canyon, Paris, Autrement/Littératures, 2022
- Devil at Westease (1947) Publié en français sous le titre Le Diable à Westease, Paris, Autrement/Littératures, 2013 ; réédition, Paris, Le Livre de poche coll. « Biblio romans » no 33724, 2015
- The Easter Party (1953) Publié en français sous le titre Les Invités de Pâques, Paris, Salvy, 1990 ; réédition sous le titre Plus jamais d'invités !, Paris, Autrement/Littératures, 2007 ; réédition, Paris, Le Livre de poche coll. « Biblio romans » no 31586, 2009
- No Signposts in the Sea (1961) Publié en français sous le titre Escales sans nom, Paris, Stock, coll. « Les Liens du monde », 1962 ; réédition, Paris, Stock, coll. « Bibliothèque cosmopolite », 1987 ; nouvelle édition de la même traduction sous le titre La Traversée amoureuse, Paris, Éditions Autrement, 2015  (ISBN 978-2-7467-4021-1)

### Recueils de nouvelles
- Seducers in Ecuador (1924) Publié en français sous le titre Séducteurs en Équateur, Paris, Christian Bourgois éditeur, 1985

### Recueils de poésie
- Chatterton (1909)
- A Dancing Elf (1912)
- Constantinople: Eight Poems (1915)
- Poems of West and East (1917)
- Orchard and Vineyard (1921)
- The Land (1926)
- King's Daughter (1929)
- Sissinghurst (1931)
- Invitation to Cast out Care (1931)
- Collected Poems: Volume 1 (1933)
- Solitude (1938)
- The Garden (1946)

### Biographies, essais et autres publications
- Knole and the Sackvilles (1922)
- Passenger to Teheran (1926)
- Twelve Days: an account of a journey across the Bakhtiari Mountains of South-western Persia (1927) Publié en français sous le titre Une Anglaise en Orient, Paris, Anatolia, 1993 ; réédition, Paris, 10/18. Odyssées no 2651, 1995; réédition sous le titre Une aristocrate en Asie, Paris/Monaco, Éditions du Rocher, 2000 ; réédition, Paris, Payot & Rivages, coll. « Petite bibliothèque Payot » no 578, 2006
- Saint Joan of Arc (1936)
- Pepita (1937) Publié en français sous le titre Pepita, danseuse gitane ou Cinquante années de la vie d'une grande famille anglaise, Paris, Éditions de France, 1939
- The Eagle and The Dove (1943)
- The Letters of Vita Sackville-West to Virginia Woolf (1985) Publié en français sous le titre Correspondance : Vita Sackville-West, Virginia Woolf, Paris, Stock, 1985 ; réédition, Paris, Le Livre de poche. Biblio no 32989, 2013
- Sissinghurst: Vita Sackville-West and the Creation of a Garden (2014), publication posthume en collaboration avec Sarah Raven
- A Note of Explanation : An Undiscovered Story from Queen Mary's Dollhouse Publié en français sous le titre Les Secrets et enchantements de la maison de poupée de la reine d'Angleterre / Vita Sackville-West ; illustrations Kate Baylay. Paris : Grasset jeunesse, coll. Lecteurs en herbe, septembre 2018, 56 p.  (ISBN 978-2-246-81631-7)

### Traduction
- Duineser Elegien: Elegies from the Castle of Duino, de Rainer Maria Rilke, traduit par V. Sackville-West (Hogarth Press, London, 1931)

## Œuvres mettant en scène Vita Sackville-West
- Vita and Virginia, film de Chanya Button (2018) où elle est incarnée par la comédienne britannique Gemma Arterton.

- La sœur de l'ombre, roman de Lucinda Riley qui entremêle la vie fictive d'une descendante d'Alice Keppel et les vies de celle-ci et de ses filles dont Violet, et sa relation avec Vita.

### Iconographie
- Vita Sackville-West à la National Portrait Gallery (Londres)